# Robin DR.200
Robin DR.200 je družina enomotornih propelerskih športnih letal. Proizvajalo jih je podjetje Centre Est Aéronautique, ki se je pozneje preimenovalo v  Avions Pierre Robin. DR-200 je zasnovan na podlagi DR.1050M1, ima močnejše krilo in daljši trup. 
- Verzija "DR.250 Capitaine" ima štiri sedeže, 160 konjski bencinski protibatni motor Lycoming O-320 in povsem leteči horizontalni rep.
- Verzija "DR.220 2+2" ima dva sedeža in 105 konjski bencinski motor Continental O-200-A.
- Verzija "DR.221 Dauphin" ima 115 konjski bencinski motor Lycoming O-235C.
- Verzija "DR.253 Regent" ima tricikel pristajalno podvozje.

## Specifikacije (DR.221)
Splošne značilnosti
- Posadka: 2
- Dolžina: 7,00 m (23 ft 0 in)
- Razpon kril: 8,72 m (28 ft 7 in)
- Višina: 1,85 m (6 ft 1 in)
- Površina kril: 13,60 m2 (146,4 sq ft)
- Teža praznega letala: 475 kg (1.047 lb) equipped
- Maks. vzletna teža: 840 kg (1.852 lb)
- Pogon letala: 1 × Lycoming O-235-C2A 4-valjni zračnohlajen protibatni bencinski motor, 86 kW (115 hp)
- Propelerji: št. lopatic: 2 EVRA, 180 m (590 ft 7 in) premer

Zmogljivost
- Maks. hitrost: 235 km/h (146 mph; 127 kn) na nivoju morja
- Potovalna hitrost: 220 km/h (137 mph; 119 kn) na 2750 m (9000 ft) (75% moč)
- Hitrost pri porušitvi vzgona: 80 km/h (50 mph; 43 kn)
- Neprekoračljiva hitrost: 290 km/h (180 mph; 157 kn)
- Doseg: 910 km (565 mi; 491 nmi)
- Višina leta: 3.900 m (12.795 ft)
- Hitrost vzpenjanja: 3,3 m/s (650 ft/min)